# فرهاد یکم
فرهاد یکم (به پارتی: 𐭐𐭓𐭇𐭕 Frahāt) چهارمین شاه اشکانی (۱۷۶ پ.م – ۱۷۱ پ.م) پسر و جانشین فریاپت اشکانی بود. او با فتح منطقه تپورستان، آماردی‌ها را مطیع خود کرده و به پاسداری از دربند، در ساحل دریای کاسپین، و مسیر خراسان به ماد، گماشت. فرهاد یکم، همچنین، شهر خاراکس راگیانا را در ری امروزی بنا نهاد.
فرهاد، آماردی‌ها را تحت سلطه خود درآورد، قلمرو آن‌ها را در کوه های البرز فتح کرد و سرزمین هیرکانی را اشغال کرد. او در سال ۱۶۵/۶۴ پ.م درگذشت و برادرش مهرداد یکم (۱۶۵-۱۳۲ پ.م) که توسط خود فرهاد یکم به عنوان وارث تاج و تخت تعیین شده بود، جانشین او شد.
فرهاد یکم پیش از مرگ، علی‌رغم داشتن فرزند پسر، برادر خود مهرداد یکم را به جانشینی برگزید. اگرچه برادر کوچکتر فرهاد، مهرداد، در شجاعت و جنگاوری برتری زیادی نسبت به او داشت، مجلس مهستان (انجمن بزرگان و اشراف) با توجه به ارشدیت فرهاد، تنها او را لایق جانشینی دانستند. با این حال، فرهاد یکم برادر خود را در کشورداری شرکت می‌داد.

## نام
Phraátēs (Φραάτης) برگردان یونانی نام اشکانی Frahāt است که خود از  *Frahāta- (به معنی «به دست آمده») در زبان‌های ایرانی کهن مشتق شده است. معادل فارسی امروزی این نام، فَرهاد است.

## پیش زمینه
فرهاد پسر ارشد سومین پادشاه اشکانی، فریاپت (ح. ۱۹۱ - ۱۷۶ قبل از میلاد)، بود. او سه برادر به نام‌های مهرداد، باگاسیس و اردوان یکم داشت. به باور برخی از مورخان، شواهد جدید به‌دست‌آمده از سنگ‌نوشته‌ای در نسا نشان می‌دهد که پس از مرگ فریاپت در سال ۱۷۰ پیش از میلاد، فردی به نام آرشیس چهارم جانشین او شده و به مدت دو سال حکومت کرده است. مارک یان اولبریخت Marek Jan Olbrycht، مورخ و باستان‌شناس صاحب‌نظر لهستانی، این فرضیه را رد می‌کند. در پی شکست ارشک دوم در برابر امپراتوری سلوکی در سال ۲۰۸ پ.م.، اشکانیان به هم‌پیمان و خراج‌گزار سلوکیان تبدیل شدند. اما با افول قدرت سلوکیان در دهه ۱۸۰ پیش از میلاد، اشکانیان به تدریج بار دیگر خودمختار شدند.

## حکمرانی
در آغاز سال ۱۶۵ قبل از میلاد، فرهاد به مردیان قدرتمند (همچنین به نام آماردیان) حمله کرد، مردمی که در کوه‌های البرز زندگی می‌کردند که در شرق با هیرکانی و در جنوب غربی با ماد همسایه بود. مردیان به دلیل موقعیت جغرافیایی خود می توانست مسیرهای تجاری از هیرکانی و غرب پارت تا غرب ایران را تهدید کند. این حمله احتمالاً بخشی از تلاش های اشکانیان برای گسترش قلمرو خود در ایران و کنترل امنیت هیرکانی بود. آرزوی اصلی اشکانیان تسخیر ماد بود که از ماد راگیانه شروع شد. حمله فرهاد به ماردیان موفقیت آمیز بود و دروازه های خزر و همچنین شهر خاراکس را که به کلان شهر ماد راگا نزدیک بود فتح کرد. علاوه بر این، او هیرکانیه را نیز از سلوکیان پس گرفت. او گروهی از ساکنان مردیان را به خاراکس تبعید کرد تا از دروازه‌های خزر محافظت کنند،  و تپوریان در پارت به سواحل خزر تبعید کردند، که نام منطقه تاریخی طبرستان را به وجود آوردند. فتوحات فرهاد راه را برای جانشینان او برای گسترش بیشتر قلمرو اشکانیان هموار کرد.
گسترش غربی فرهاد تخطی از وضعیت سنتی موجود بین اشکانیان و سلوکیان بود. در این دوره، سلوکیان در یهودیه گرفتار بودند، که نشان می‌دهد فرهاد عمداً در زمانی که سلوکیان قادر به مقابله نبودند، لشکرکشی به راه انداخت. پادشاه سلوکی، آنتیوخوس چهارم (۱۷۵-۱۶۴ قبل از میلاد) یهودیه را ترک کرد تا برای انجام عملیات تلافی جویانه علیه اشکانیان آماده شود، اما احتمالاً به دلیل بیماری در اواخر سال ۱۶۴ قبل از میلاد در نزدیکی گابه درگذشت. جانشین او، آنتیوخوس پنجم اوپاتور نه ساله (۱۶۴ - ۱۶۱ قبل از میلاد) قادر به تمرکز بر اشکانیان نبود، زیرا سلطنت او با درگیری، دسیسه های سیاسی و نفوذ روم مشخص شده بود.
فرهاد مخصوصاً برادرش مهرداد را به عنوان جانشین خود منصوب کرد. در میان عشایر آسیای میانه رایج بود که یک فرمانروا به جای پسرش، برادرش را جانشین خود کند. این عمل ممکن است در میان اشکانیان به دلیل خاستگاه چادرنشینی آنها باقی مانده باشد. بخشی از مورخ رومی قرن دوم، جاستین نشان می دهد که فریاپت، مهرداد را به عنوان جانشین فرهاد انتخاب کرده بود. اولبریخت از این نظریه حمایت می کند و بیان می کند که فراتس به دلیل سلطنت کوتاه خود در موقعیتی نبود که برادرش را به جای پسرانش انتخاب کند. جاستین گزارش می دهد که منافع کشور برای فرهاد اول اهمیت بیشتری نسبت به پسرانش داشت، که نشان می دهد او از تصمیم پدرش در مورد جانشینی حمایت می کرد. فرهاد اول در سال ۱۶۵ یا ۱۶۴ قبل از میلاد درگذشت و مهرداد اول جانشین او شد.

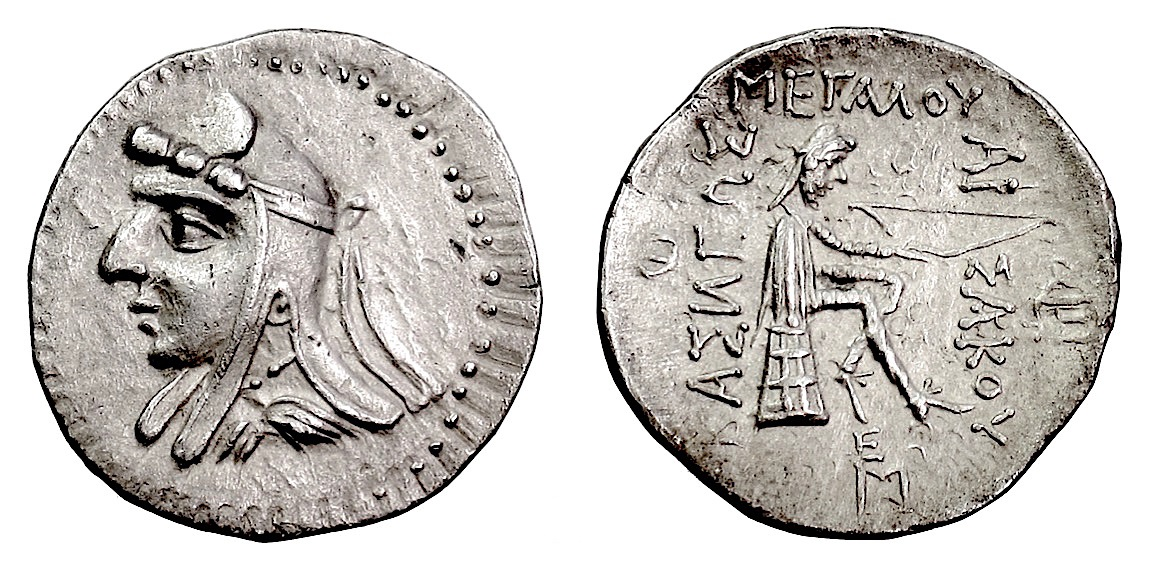
سکه ای از فرهاد یکم با طراحی متفاوت

## سکه شناسی
سکه های ضرب شده تحت فرمان فرهاد مشابه سکه های پیشینیان او بود. این سکه ها، پادشاه اشکانی را به تصویر می کشد که بی ریش و سبیل است و کلاه نرمی با تزئینات مروارید به سر دارد که به کرباسی معروف است و ساتراپ های هخامنشی نیز از آن استفاده می کردند. در پشت سکه، یک کماندار (ارشک یکم) نشسته  بر روی امفالوس که لباس سواری ایرانی بر تن دارد.